# 6196 Bernardbowen
6196 Bernardbowen eller 1991 UO4 är en asteroid i huvudbältet som upptäcktes den 28 oktober 1991 av de båda japanska astronomerna Seiji Ueda och Hiroshi Kaneda i Kushiro. Den är uppkallad efter Bernard Bowen.